# Стюарты из Аппина

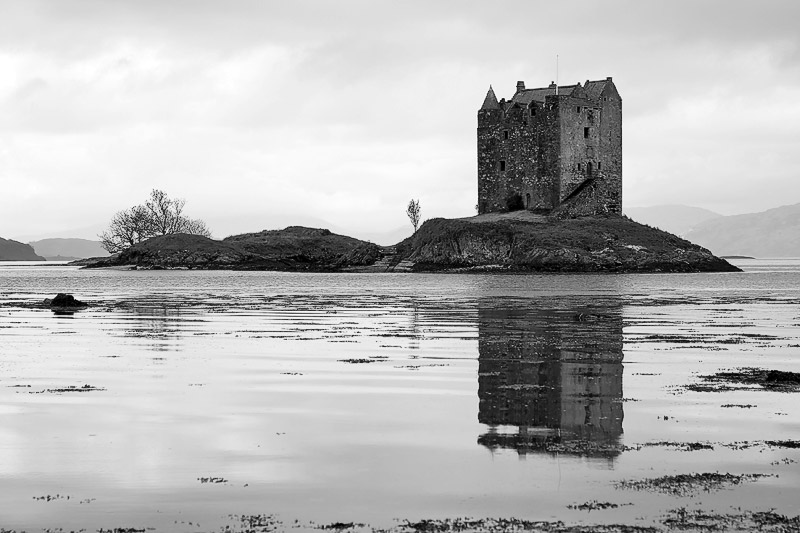
Замок Сталкер

Флаг клана Стюарт из Аппина, который одновременно являлся флагом восстания якобитов за независимость Шотландии. Этот флаг развевался над шотландскими полками во время битв при Престонпанс и при Куллодене.

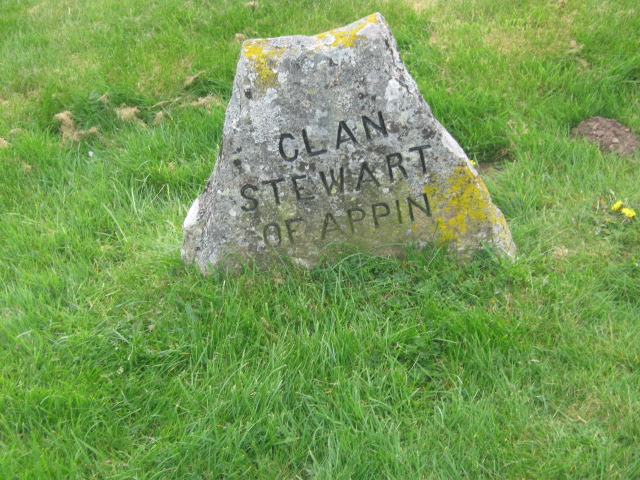
Памятный знак воинам клана Стюарт из Аппина, погибшим вы битве при Куллодене.

Клан Стюарт из Аппина (шотл. — Clan Stewart of Appin) — один из кланов горной Шотландии (Хайленд). Владел землями в западной Шотландии. Является линией королевского клана Стюарт, клан занимал особое место среди кланов Шотландии с момента своего создания в XV веке. Вожди клана ведут свой род от сэра Джеймса Стюарта из Перстона, внука Александра Стюарта, 4-го лорда-стюарда Шотландии. Его двоюродный брат Уолтер Стюарт, 7-й лорд-стюард Шотландии, женился на Марджори Брюс, дочери короля Роберта Брюса, а их сын Роберт II был первым королем из династии Стюартов. Стюарты из Аппина являются родственниками королевской семьи Шотландии.

## История клана Стюарт из Аппина

### Происхождение
Клан Стюарт из Аппина, известный также как клан Лоял (шотл. — Loyal Clan), возник как клан в западном Хайленде и как ветвь королевского клана Стюарт. Основателем клана считается сэр Джеймс Стюарт с Перстона (ум. 1333), четвертый сын сэра Джона Стюарта с Бонкилла (1245—1298), внук Александра Стюарта, 4-го лорда-стюарда Шотландии (1214—1283). Сэр Джеймс был дедом Джона Стюарта с Иннермета (ум. 1421), который женился на Изабель Никдугалл Лорн (гельск. — NicDougall, то есть род Макдугалл — MacDougall), став первым лордом Лорн. Титул лорда Лорн передавался в течение еще двух поколений до сэра Джона Стюарта, 3-го лорда Лорна (ум. 1463).
Земля Аппина расположена на западном шотландском побережье между Бендерлохом (шотл. — Benderloch) на юге и проливом Баллачулиш на севере в современном Аргайле. Сегодня основными городами этой земле есть города Порт-Аппин и Портнакройш. Оба города живописны и окружены лесами и водой. На западе есть острова, включая острова Лисмор — владения клана Маклеа (шотл. — MacLea) и барона Бухулл (шотл. — Buchull) — хранителя Бухулл Мор (шотл. гэльск. — Buchull Mhor) — посох святого Молуага (гэльск. — Moluag). В этих краях есть множество памятников древности — в том числе пещеры Ардшел (шотл. — Ardsheal), замок Сталкер и многие другие.

### XV век
Исторические предания говорят, что в 1445 году, возвращаясь в свой замок Данстаффнидж (шотл. — Dunstaffnage) из Криффа, где клан имел большие стада скота, сэр Джон Стюарт встретил и влюбился в дочь вождя клана Макларен из Ардвеха. В результате этого романа у них родился сын Дугалд, стал выдающимся лицом клана Стюарт с Аппина. Сэр Джон Стюарт родился около 1410 года, ему было 35, когда он встретил свою вторую жену — первая его жена умерла.
После смерти первой жены сэр Джон долгое время не мог заключить официальный брак со второй женой и, таким образом, узаконить права своего сына. Наконец, все преграды были преодолены и в 1463 году должна была состояться свадьба. Свадьбу решили справить в замке Данстаффнидж. Но враги сэра Джона решили устроить заговор и убить лорда Лорна. Точно неизвестно, кто участвовал в заговоре, но есть версия, что к заговору были причастен лорд Островов, который боролся за власть и трон Шотландии, хотевший уничтожить мощную силу, которая поддерживала короля в Западной Шотландии. Другие заговорщики, как считается были: Колин Кэмпбелл, лорд Аргайл, зять сэра Джона, Алан Маккоул, нелегитимный внук вождя клана Макдугалл. Свадебный кортеж приблизилось к замку и остановился в маленькой часовне за 180 ярдов от замка. Здесь на них напали заговорщики во главе с Аланом Маккоулом. Хотя заговорщиков было больше и они были лучше вооружены, они были разбиты. Однако лорд Лорн был смертельно ранен. Сэр Джон из последних сил вошел в часовню и заключил брак с матерью Дугалда, чтобы узаконить его право на владения и титул лорда Лорна. Заговорщики в это время захватили пустой замок. После выполнения обрядов сэр Джон Стюарт сразу умер. Его сын Дугалд собрал своих сторонников, в частности клан Макларен и попытался освободить замок, но тщетно. Затем Колин Кэмбелл, лорд Аргайл, привлек клан Макфарлан и попытался помочь Маккоулу в борьбе за власть лорда Лорна. Враги сошлись в битве под Лек Доха (шотл. — Leac Dotha). Это была жестокая битва с большими потерями.
В течение следующих нескольких лет Дугалд, который потерял титул лорда Лорн из-за предательства своего дяди Уолтера Стюарта и лорда Аргайла, но сохранил земли Аппин и Лисмор, укрепил свою власть и укрепил замок Сталкер на скале Корморнант Рок на озере Лох-Лайх. Клан Кэмпбеллов захватил земли вокруг Аппина, регулярно нападал на них. В 1468 году, пытаясь окончательно уничтожить клан Стюарт из Аппина, Колин Кэмпбелл снова напал на земли клана. Алан Маккоул снова принял участие в войне против клана. Состоялась битва, вошедшая в историю как битва
при Сталке. В битве были большие потери с обеих сторон, но Дугалд практически уничтожил всю военную мощь клана Макфарлан, который никогда так и не восстановился, лично убил Алана Маккоула, совершив этим кровную месть за своего отца. В результате победы Дугалд утвердил свою власть в землях Аппина и его окрестностях. Его власть и титулы официально подтвердил король Яков III Стюарт 14 апреля 1470 года.
В 1497 году люди из клана Макларен угнали скот с Брес Локабер — с земель клана Макдональд из Кеппоха. Клан Макдональд догнал их в местности, которая носила название Гленархи, где и состоялась битва. Клан МакДональд одержал победу и вернул скот. Однако клан Макларен потом получил помощь от Дугалда. Состоялась еще одна битва, во время которой Дугалд — вождь клана Стюарт с Аппина и вождь клана Макдональд из Кеппоха были убиты.

### XVII век
Клан Стюарт из Аппина во время гражданской войны на британских островах поддержал роялистов, в том числе, Джеймса Грэма, 1-го маркиза Монтроза, в битве под Инверлохи (1645), в битве при Олдерне (шотл. — Auldearn) и в битве при Килсайте (шотл. — Kilsyth). После того как Яков VII Стюарт был свергнут в 1688 году, клан Стюарт с Аппина продолжал поддерживать королевский дом Стюартов.

### XVIII век

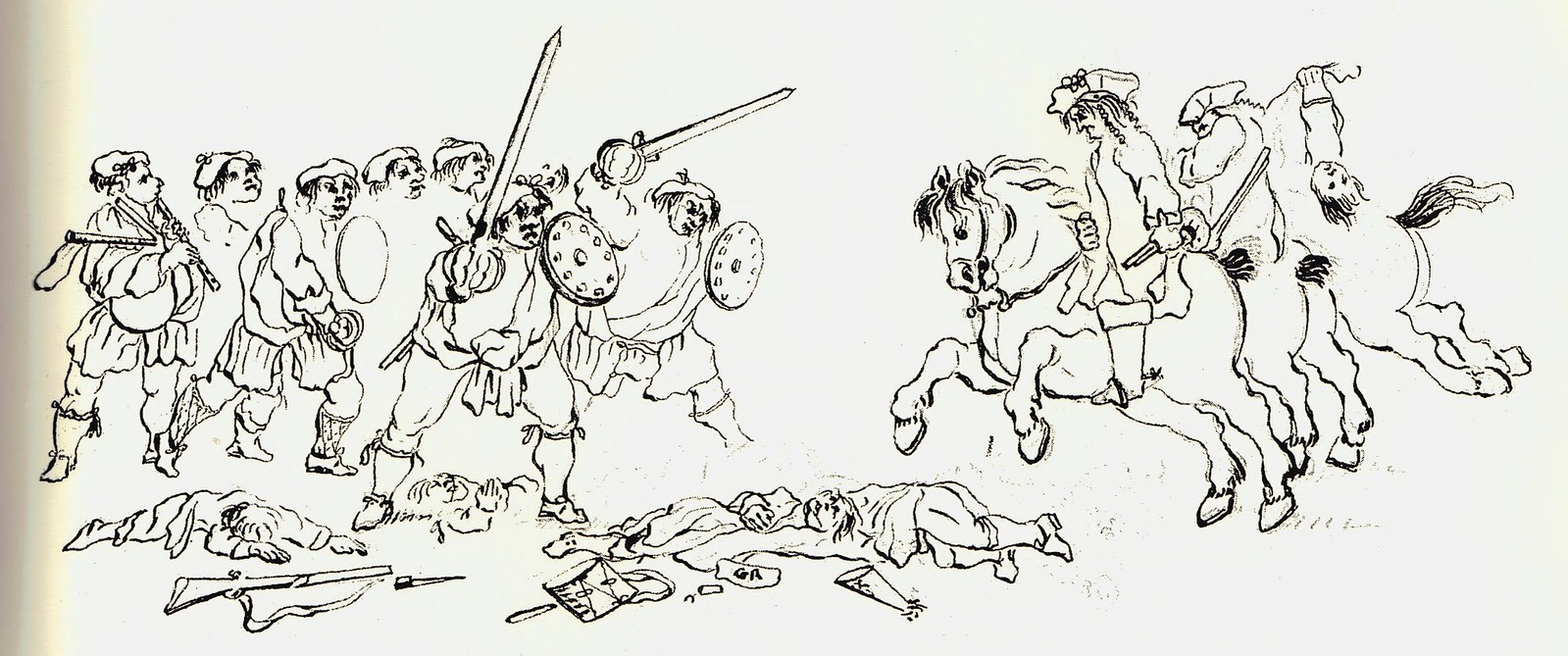
Воины якобитов в битве при Престонпанс в сентябре 1745г..

Клан Стюарт из Аппина, естественно, поддержал восстания якобитов, не раз собирая своих воинов для войны во время восстаний в 1715 и в 1745 годах. В 1745 году в битве при Престонпанс их соединения совместно с другими восставшими одержали решающую победу, что позволило освободить Эдинбург. В битве при Каллодене в 1746 году клан Стюарт из Аппина выставил свой полк в количестве 300 человек, из которых было убито 92 и 65 ранено. После поражения Чарльз Стюарт из Ардшела вынужден был бежать из Шотландии и остаток жизни провел в изгнании в разных странах Европы.

## Септы клана
| - Carmichael - Clay - Combich - Combie - Conlay | - Donlevy - Leay - Levac - Livingston - Livingstone | - Lorne - MacColl - MacCombe - McCombich - MacDonleavy | - MacLae - MacLay - MacLea - MacLeay - MacLew | - Mackinlay - MacMichael - MacNairn - MacNucator - MacRob | - Mitchell - Mitchelson - Robb - Walker |